# Tanner Fountain

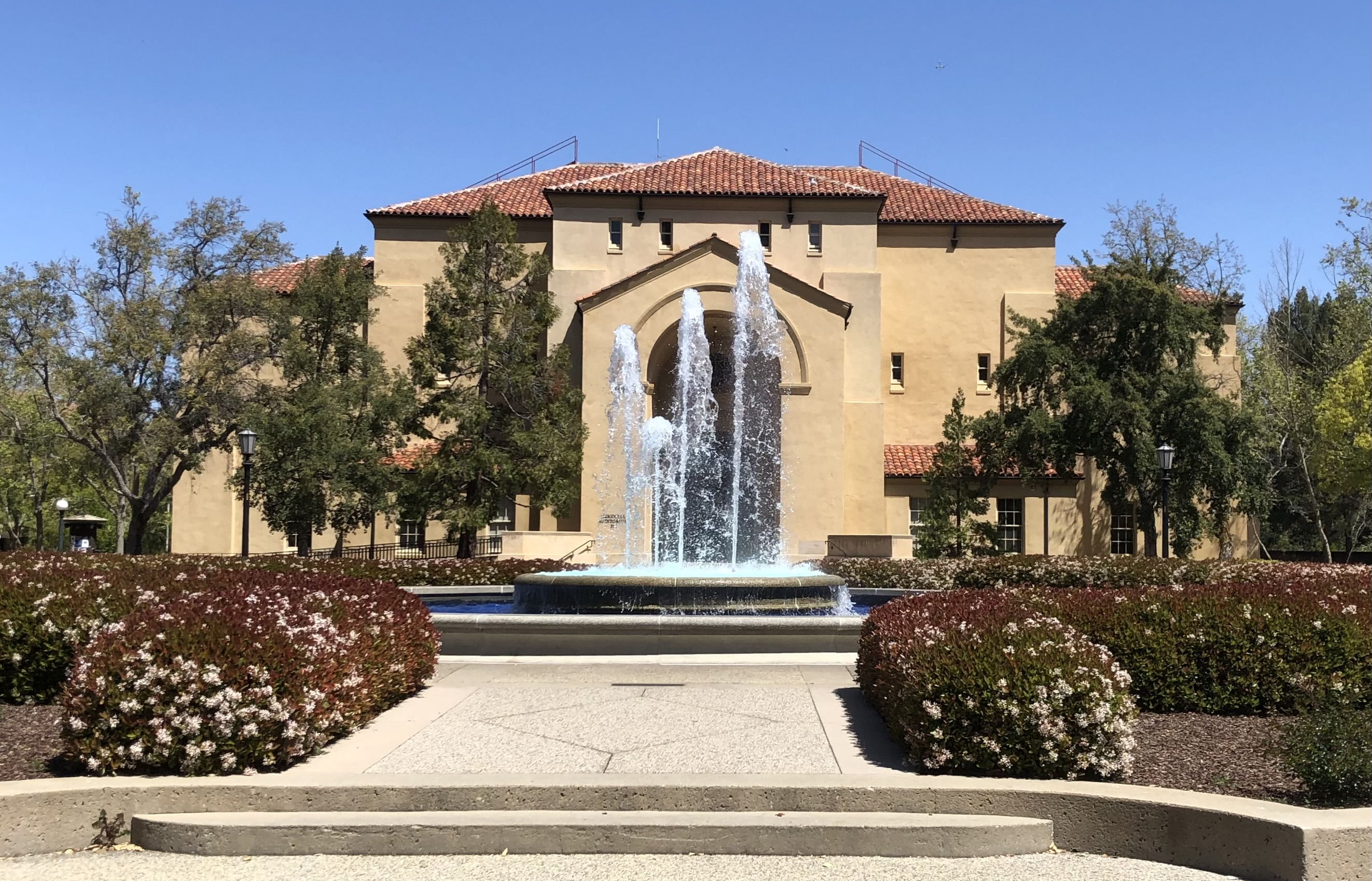
Tanner Fountain, Blick nach Norden in Richtung Memorial Auditorium, 2023

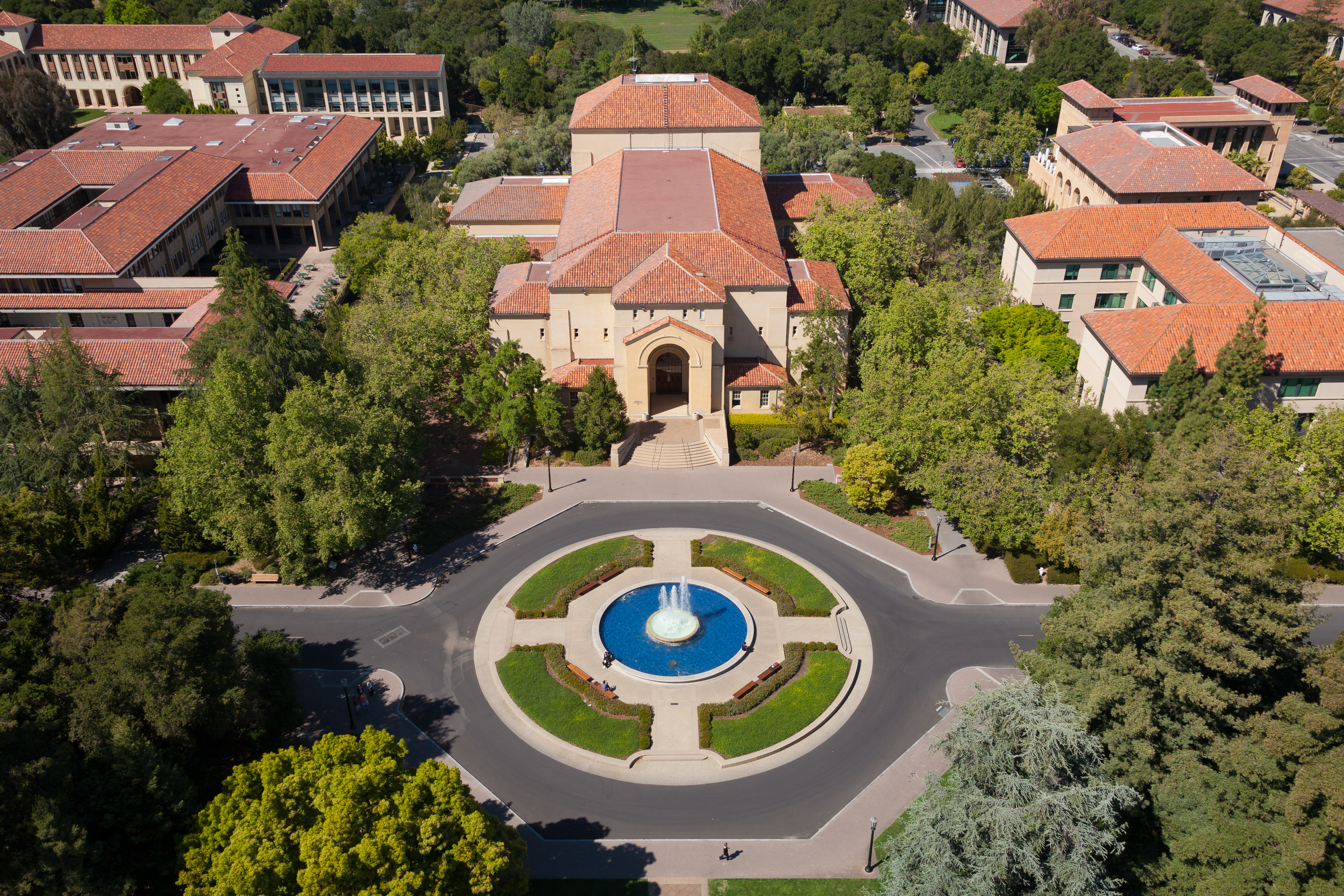
Blick vom Hoover Tower nach Norden zur Tanner Fountain, 2011

Tanner Fountain (deutsch Tanner-Brunnen) ist ein Springbrunnen auf dem Gelände der Stanford University in Kalifornien.

## Lage
Der Brunnen befindet sich nördlich des Hoover Towers auf dem Universitätscampus in Stanford im Jane Stanford Way. Nördlich befindet sich das Memorial Auditorium.

## Gestaltung und Geschichte
Errichtet wurde der Brunnen im Jahr 1977. Gestiftet wurde er von Obert Tanner und seiner Ehefrau in Gedenken an ihren 1943 im Alter von zehn Jahren an Polio verstorbenen Sohn Dean. Die Stiftung des Brunnens war seit 1972 geplant, die Kosten betrugen unter 250.000 US-Dollar. Ursprünglich waren zwei vertikale Wasserfontänen vorgesehen, heute bestehen jedoch vier. Das Wasser ergießt sich letztlich aus einem oberen runden Becken in ein darunter liegendes deutlich größeres, aber ebenfalls rundes Becken. Die anfänglichen Planungen sahen die Pflanzung von acht Kastanien um den Brunnen herum vor.
In starken Dürrezeiten wird der Brunnen, wie auch andere Brunnen auf dem Campus, stillgelegt.